# Wendy Carlos
Wendy Carlos (* 14. November 1939 in Pawtucket, Rhode Island als Walter Carlos) ist eine US-amerikanische Komponistin und Interpretin, die als ein  Pionier der Elektronischen Musik gilt. Bekannt wurde sie als Walter Carlos durch ihr 1968 veröffentlichtes Album Switched-On Bach sowie ihre Soundtracks zu den Stanley-Kubrick-Filmen Uhrwerk Orange und Shining.

## Leben
Carlos studierte Musik und Physik an der Brown University in Providence, später Komposition am Zentrum für elektronische Musik an der Columbia University in New York bei Otto Luening und Vladimir Ussachevski. Carlos war eine der ersten Interpreten elektronischer Musik.  Sie unterstützte Robert Moog bei der Entwicklung seines Synthesizers.
1968 war Switched-On Bach, das Synthesizer-Versionen von Werken Johann Sebastian Bachs enthielt, eines der ersten Alben, auf denen Synthesizer anstatt eines Orchesters verwendet wurden. Switched-On Bach wurde eines der ersten klassischen Alben mit Platin-Status und gewann drei Grammy-Awards.
1972 unterzog sich Carlos nach längerer Vorbereitung einer geschlechtsangleichenden Operation. 1979 änderte sie ihren Namen von Walter in Wendy Carlos.
Im Jahre 1980 schuf sie die Filmmusik zur Stephen-King-Verfilmung Shining von Regisseur Stanley Kubrick. Bereits 1972 hatte sie für Kubrick die Musik zum Film Uhrwerk Orange geschrieben. 1982 komponierte sie den Soundtrack zur Walt-Disney-Produktion Tron.
Auf Beauty In the Beast von 1986 experimentierte Wendy Carlos mit extremen alternativen Stimmungen. Eine der Skalen, die sie für das Album entwickelte, enthält 144 Töne pro Oktave.
Carlos zog sich in den 2000er-Jahren weitestgehend aus der Öffentlichkeit zurück. 2020 erschien die Biografie Wendy Carlos. A Biography der Autorin Amanda Sewell. Carlos, die nicht für das Buch interviewt wurde, kritisierte das Buch und warf Sewell vor, ihr Leben falsch zu schildern und ihre verstorbenen Eltern in ein schlechtes Licht zu rücken.

## Auszeichnungen
- 2005: Ehrung mit dem SEAMUS Lifetime Achievement Award

## Diskographie
- Walter Carlos: Switched-On Bach (in Deutschland mit dem Untertitel veröffentlicht: „Barock-Revolution oder die seltsamen Abenteuer des J. S. Bach im Land der Elektronen“) (1968, US: Platin)[9]
- Walter Carlos: The Well-Tempered Synthesizer (1969)
- Walter Carlos: Sonic Seasonings (1972)
- Walter Carlos: A Clockwork Orange (Soundtrack, 1972)
- Walter Carlos: Switched-on Bach II (1974)
- Walter Carlos: By Request (1975)
- Wendy Carlos: Switched-on Brandenburgs (1980)
- Wendy Carlos: The Shining: Score Selections (Soundtrack, 1980)
- Wendy Carlos: Tron (Soundtrack, 1982)
- Wendy Carlos: Digital Moonscapes (1984)
- Wendy Carlos: Beauty In the Beast (1986)
- Wendy Carlos: Land of the Midnight Sun (1986)
- Wendy Carlos: Secrets of Synthesis (1987)
- Wendy Carlos: Peter and the Wolf (1988, mit “Weird Al” Yankovic)
- Wendy Carlos: Switched-On Bach 2000 (1992)
- Wendy Carlos: Tales of Heaven and Hell (1998)
- Wendy Carlos: Switched-On Boxed Set (1999)
- Wendy Carlos: Switched-On Boxed Set – Highlights (1999, Auskopplung eines Querschnitts aus dem Boxed Set)
- Wendy Carlos: Woundings (Soundtrack) (2004)
- Wendy Carlos: Rediscovering Lost Scores I (2005, zuvor unveröffentlichte Teile der Soundtracks von A Clockwork Orange und The Shining)
- Wendy Carlos: Rediscovering Lost Scores II (2005, zuvor unveröffentlichte Teile der Soundtracks von u. a. The Shining und TRON)